# Мефодий (Иванов)
Иеромона́х Мефо́дий (в миру Иванов Николай Михайлович (23 февраля 1899, Симбирск — 9 сентября 1937, Бутовский полигон) — иеромонах, святой Русской православной церкви, причислен к лику святых как священномученик для общецерковного почитания в 2000 году.

## Биография[2]
Родился 23 февраля 1899 года в Симбирске в семье священника.
Там же окончил церковноприходсткую школу, затем Алатырское духовное училище.
Затем поступил в Симбирскую духовную семинарию, но из-за Октябрьской революции не успел его закончить, доучиваясь в советской школе.
С 1920 года работал преподавателем, сначала в Саранске, затем в Пензе, в художественно-техническом училище.
В 1921 году переехал в Москву. Два года учился в ВХУТМ.
В 1923 году поступил послушником в Московский Покровский монастырь, где принял постриг под именем Мефодий, принял сан иеродиакона.
Здесь же впервые познакомился с Ариепископом Гурием (Степановым).
В 1925 году рукоположён в сан иеромонаха.
В 1929 году перешёл в Храм Иерусалимской иконы Божией Матери за Покровской заставой, в связи с закрытием монастыря.
В том же году, 28 декабря, был арестован, обвинён в антисоветской агитации (ст.58-10 УК РСФСР) и отправлен в ссылку на 3 года в Пинежский район Архангельской области.
По возвращении из ссылки в 1933 году поселился в Кашире, откуда вскоре переехал в близлежащее село Суково, где стал служить в церкви Казанской иконы Божией Матери(с приделом преподобного Андрея Критского). Вокруг отца Мефодия собралась небольшая монашеская община, главным образом из ссыльных, жившая по монастырскому уставу. С председателем сельсовета сложились хорошие отношения.
В 1936 году возведён в сан игумена.
28 июля 1937 года арестован, в связи с выходом Приказа НКВД СССР № 00447.
10 августа допрошены свидетели из Каширы, а именно хозяйка дома и дьякон.
31 августа, на последнем допросе, следствие выдвинуло обвинение против отца Мефодия в контрреволюционной деятельности, которое он отверг.
8 сентября 1937 года тройка НКВД приговорила отца Мефодия к расстрелу.
Приговор приведён в исполнение 9 сентября 1937 года на Бутовском полигоне под Москвой, прах захоронен в безвестной общей могиле.

### Канонизация
Реабилитирован Генеральной Прокуратурой РФ 29 апреля 1994 года.
Канонизирован как священномученик 20 августа 2000 года Архиерейским собором Русской православной церкви по представлению Московской епархии.
Житие составил архимандрит Дамаскин (Орловский).

## Дни памяти
- Собор новомучеников и исповедников Церкви Русской.
- День мученической кончины в 1937 году: старый стиль — 27 августа, новый стиль — 9 сентября.